# أسماء المدير
أسماء المدير (مواليد 16 فبراير 1990) هي مخرجة أفلام وكاتبة سيناريو ومنتجة أفلام مغربية. حظيت بتقدير كبير وبشهرة وطنية ودولية من خلال فيلمها الوثائقي الناجح كذب أبيض، والذي حصلت من خلاله أيضًا على عدة جوائز.

## السيرة الذاتية
ولدت أسماء المدير في 16 فبراير 1990 بمدينة سلا. حصلت على درجة الماجستير في السينما الوثائقية من جامعة عبد المالك السعدي في تطوان، ودرجة الماجستير في الإنتاج من المعهد العالي للإعلام والاتصال بالرباط. كما درست في المدرسة الوطنية لمهن الصورة والصوت في باريس، وتخرّجت في عام 2010 من الأكاديمية المغربية للسينما في الإخراج والخيال.
أخرجت أسماء بعد عدد من الأفلام القصيرة، فيلم كذب أبيض Le mensonge originel، وهو أول فيلم روائي طويل لها. و أخرجت في العام التالي في زاوية أمي ، وهو أول فيلم وثائقي طويل لها.
أخرجت أسماء أيضا أفلامًا وثائقية لكل من الشركة الوطنية للإذاعة والتلفزة، والجزيرة الوثائقية، وبي بي سي، والتلفزيون العربي. وفازت بجوائز وطنية ودولية مهمة عُرضت في مهرجانات في جميع أنحاء العالم وعُرضت في أسواق الإنتاج المشترك.
شاركت أسماء أيضًا في صندوق الأسهم Equity Fund من إنتاج نتفليكس مع أربع مخرجات عربيات.

## الجوائز
- الجائزة الكبرى في مهرجان أفلام المرأة الدولي في تورنتو (2021).[10]
- الجائزة الكبرى في مهرجان ازريل IsReal السينمائي في نوورو (2021).[11]
- جوائز الإخراج والجائزة الكبرى لمهرجان العيون للفيلم الوثائقي (2019).[12]
- جائزة النجمة الذهبية بالمهرجان الدولي للفيلم بمراكش للفيلم "كذب أبيض"2023.[13]
- جائزة أحسن فيلم في مهرجان مالمو 2024 للفيلم "كذب أبيض".[14]

## الأفلام
- 2010: الرصاصة الأخيرة.[15]
- 2011: ألوان الصمت.
- 2013: الحمد لله إنه يوم الجمعة.[16][17]
- 2015: قطع خشنة.[18]
- 2016: هارما.
- 2019: الحرب المنسية.[19][20]
- 2019: كذب أبيض[21]
- 2020: في زاوية أمي[22][23]

## وصلات خارجية
- أسماء المدير على موقع IMDb (الإنجليزية)
- أسماء المدير على موقع قاعدة بيانات الأفلام العربية
- أسماء المدير على موقع ألو سيني (الفرنسية)
- أسماء المدير على موقع قاعدة بيانات الفيلم (الإنجليزية)